# Johnny Berry
John James „Johnny” Berry (ur. 1 czerwca 1926, zm. 16 września 1994) – angielski piłkarz, który występował na pozycji pomocnika.

## Kariera klubowa
Karierę piłkarską rozpoczął w Birmingham City, w którym rozegrał 104 mecze ligowe i zdobył 6 bramek. W sierpniu 1951 przeszedł do Manchesteru United za 25 000 funtów. Debiut w barwach Czerwonych Diabłów zanotował 1 września 1951 w meczu przeciwko Bolton Wanderers. Z United zdobył trzy tytuły mistrza kraju i wystąpił w finale Pucharu Anglii w 1957. W wyniku obrażeń odniesionych w katastrofie w Monachium zmuszony był przedwcześnie zakończyć karierę. Łącznie, biorąc pod uwagę mecze ligowe i pucharowe, rozegrał w United 276 meczów i zdobył 45 bramek.

## Kariera reprezentacyjna
Berry w kadrze narodowej zadebiutował 17 maja 1953 w meczu przeciwko Argentynie. W sumie w barwach narodowych wystąpił 4 razy.

## Sukcesy
Manchester United
- Mistrzostwo Anglii (3): 1951/1952, 1955/1956, 1956/1957
- Finalista Pucharu Anglii (1): 1956/1957